# 新保駅
新保駅（しんぼえき）は、かつて福井県敦賀市獺河内（うそこうち）にあった、日本国有鉄道（国鉄）北陸本線の駅である。

## 概要
かつて獺（かわうそ）が生息していたことから名付けられたと言われる獺河内はその名の通り山間の木ノ芽川沿いの小さな集落で、その集落を見下ろす形で山の斜面の中腹に橋と築堤を掛け線路を敷いた。
今庄方上り勾配の弓字カーブが始まる地点に東郷信号所を設けたが住民の要望で新保駅に昇格した。新保という名称は獺河内より約4 km北の集落の名であり、獺河内という地元名は廃線、バス転換して後ようやく復活した。
ちなみに樫曲トンネルも「二つ並んだトンネルのうちの樫曲寄りのもの」という意味で立地は獺河内である。
- 厳密に言うと樫曲地区の中に獺河内地区の飛び地があり、獺河内トンネルが樫曲地区と獺河内地区に跨がり、樫曲トンネルが獺河内地区に属す、というややこしさである。

## 歴史
- 1908年（明治41年）4月21日：敦賀 - 杉津間に東郷信号所開設[1]。
- 1916年（大正5年）11月1日：駅に昇格、新保駅が開業[1]。一般駅[1]。構内二年計画にて改良工事を行い、スイッチバック設備及び貨物側線、 貨物上屋完成。
- 1962年（昭和37年）
  - 6月9日：敦賀 - 今庄間新線切り替えに伴い朝限りで営業終了。
  - 6月10日：廃止[1][2]。

## 駅構造
山間の弓字カーブのしかも川を跨ぐという地理条件に加え、単線から信号所化、乗客駅化、さらにスイッチバック化、貨物側線併設へと進化し設備が後付けで付け足されたため複雑な構造になっていった。
高架駅で、単線の本線の西側には敦賀方引き込み線と対面式ホーム2面2線が設けられた。本線東側には側線とそれに連なる今庄方引き込み線があった。それぞれの線路には渡り線が設けられた。停車する下り列車のみがまず今庄方引き込み線に入り、それから敦賀方引き込み線のホームに入るという仕組みであった。上り列車の場合は先に敦賀方に入り、そして今庄方に待避してから本線に戻っていった。
後期には三重連などの工夫もあって通過列車はスイッチバックをあまり必要としなかった。
今庄方引き込み線は北陸トンネル建設時には延長され葉原竪坑への資材運搬拠点とされた。北陸トンネルにはいくつもの竪坑が掘られたが、筒石駅のようにトンネル駅として転用する意向は、当初よりなかった。

## 駅跡地

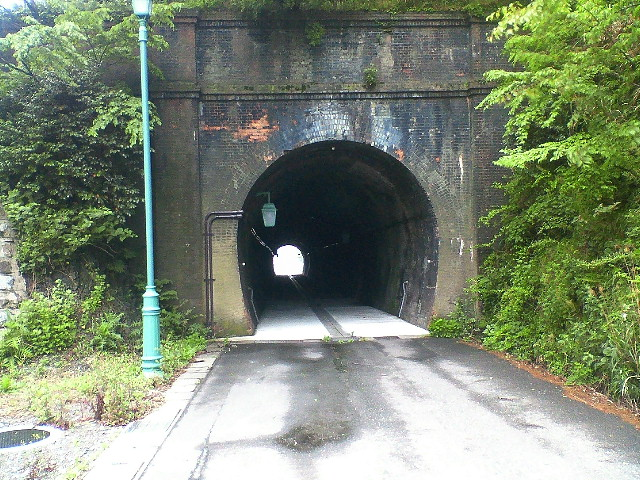
樫曲トンネル(敦賀市獺河内)

国鉄バスに転換後、築堤跡路盤は県道に流用された。敦賀 - 今庄間旧線の現役時代の道路は築堤を見上げる形でまとわりつくようにところどころ交錯し、葉原 - 山中間に並走道路はなかった。新保駅周辺の廃線前の道路は木の芽川に沿った細い路地で駅の東側は北陸自動車道の下となっている。かつて獺河内バス停があったところの膨らみはホーム跡ではなく信号制御管制塔跡である。記念碑が建てられたが、道路改修工事の度に場所が微妙に移動している。現在は獺河内バス停も木の芽川の北側に移動している。敦賀方引き込み線跡には建物が建ち私有地となっている。今庄方跡は国道と北陸道に変貌。
なお、新保駅南方の獺河内、樫曲両トンネルは北行き一方通行として機能していたが、2002年に国道476号木ノ芽峠トンネル開通に伴う道路整備によって樫曲トンネルは歩道として保存されたものの、獺河内トンネルは拡幅され原型を留めなくなった。同時に、木の芽川にかかる旧新保駅高架橋梁も新たに架け替えられた。

## 隣の駅
日本国有鉄道
北陸本線
敦賀駅 - （深山信号場） - 新保駅  - （葉原信号場） - 杉津駅